# Mathias Fixelles
Mathias Frédéric Fixelles (Soignies, 11 agosto 1996) è un calciatore belga, centrocampista del Westerlo.

## Carriera
Cresciuto nei settori giovanili di OH Lovanio, Tubize-Braine e Sint-Truiden, nel 2015 si trasferisce al Woluwe Zaventem, nella terza divisione belga, squadra con cui inizia la sua carriera. L'anno successivo viene acquistato dall'Union Saint-Gilloise, giocando per 4 stagioni nella seconda divisione belga, campionato che ha anche vinto nella stagione 2020-2021.
L'11 giugno 2021 si trasferisce al Kortrijk, firmando un contratto triennale. Il 24 luglio successivo ha esordito in Pro League, in occasione dell'incontro vinto per 2-0 contro il Seraing.
Il 31 gennaio 2022, durante la sessione invernale di calciomercato, viene ceduto al Westerlo, in seconda divisione, firmando un contratto valido per due anni e mezzo. Al termine della stagione, contribuisce alla vittoria del campionato cadetto e al ritorno della squadra in massima serie.

## Statistiche

### Presenze e reti nei club
Statistiche aggiornate al 17 settembre 2022.
| Stagione                    | Squadra                     | Campionato                  | Campionato | Campionato | Coppe nazionali | Coppe nazionali | Coppe nazionali | Coppe continentali | Coppe continentali | Coppe continentali | Altre coppe | Altre coppe | Altre coppe | Totale | Totale |
| Stagione                    | Squadra                     | Comp                        | Pres       | Reti       | Comp            | Pres            | Reti            | Comp               | Pres               | Reti               | Comp        | Pres        | Reti        | Pres   | Reti   |
| --------------------------- | --------------------------- | --------------------------- | ---------- | ---------- | --------------- | --------------- | --------------- | ------------------ | ------------------ | ------------------ | ----------- | ----------- | ----------- | ------ | ------ |
| 2015-2016                   | Woluwe Zaventem             | D3                          | 33         | 3          | CB              | 0               | 0               |                    | -                  | -                  |             | -           | -           | 33     | 3      |
| 2016-2017                   | Union Saint-Gilloise        | D2                          | 21+5       | 4+0        | CB              | 1               | 0               |                    | -                  | -                  |             | -           | -           | 27     | 4      |
| 2017-2018                   | Union Saint-Gilloise        | D2                          | 22+1       | 3+0        | CB              | 2               | 0               |                    | -                  | -                  |             | -           | -           | 25     | 3      |
| 2018-2019                   | Union Saint-Gilloise        | D2                          | 14+7       | 1+0        | CB              | 3               | 0               |                    | -                  | -                  |             | -           | -           | 24     | 1      |
| 2019-2020                   | Union Saint-Gilloise        | D2                          | 24         | 5          | CB              | 3               | 1               |                    | -                  | -                  |             | -           | -           | 27     | 6      |
| 2020-2021                   | Union Saint-Gilloise        | D2                          | 25         | 2          | CB              | 2               | 0               |                    | -                  | -                  |             | -           | -           | 27     | 2      |
| Totale Union Saint-Gilloise | Totale Union Saint-Gilloise | Totale Union Saint-Gilloise | 106+13     | 15+0       |                 | 11              | 1               |                    | -                  | -                  |             | -           | -           | 130    | 16     |
| 2021-gen. 2022              | Kortrijk                    | D1                          | 20         | 0          | CB              | 2               | 0               |                    | -                  | -                  |             | -           | -           | 22     | 0      |
| gen.-giu. 2022              | Westerlo                    | D2                          | 9          | 0          | CB              | -               | -               |                    | -                  | -                  |             | -           | -           | 9      | 0      |
| 2022-2023                   | Westerlo                    | D1                          | 5          | 0          | CB              | 0               | 0               |                    | -                  | -                  |             | -           | -           | 5      | 0      |
| Totale carriera             | Totale carriera             | Totale carriera             | 186        | 18         |                 | 13              | 1               |                    | -                  | -                  |             | -           | -           | 199    | 19     |

## Palmarès

### Club

#### Competizioni nazionali
- Division 1B: 2

Union Saint-Gilloise: 2020-2021
Westerlo: 2021-2022